# Rimas Klišys
Rimas Klišys (ur. 22 sierpnia 1972 w Wilnie) – litewski piłkarz, grający na pozycji pomocnika lub napastnika.

## Kariera
W latach 1992–1994 występował w zespole A lyga – Geležinis Vilkas Wilno. W 1994 roku został zawodnikiem Žalgirisu-2 Wilno, z którym wywalczył awans do najwyższej klasy rozgrywkowej. W sezonie 1996/1997 reprezentował barwy Lokomotyvasu Wilno oraz Rangi-Politechniki Kowno. W 1997 przeszedł do Jagiellonii Białystok. W styczniu 1998 roku został piłkarzem Świtu Nowy Dwór Mazowiecki. W klubie tym grał do 2001 roku, po czym wrócił na Litwę, zostając piłkarzem Žalgirisu Wilno. W 2002 roku był zawodnikiem Šviesy Wilno. Na dalszym etapie kariery reprezentował kluby niższych lig z Wilna, jak Gariūnai, Fakyrai, Geležinis Vilkas czy Krušę.

## Statystyki ligowe
| Sezon         | Klub                      | Liga     | Mecze | Gole |
| ------------- | ------------------------- | -------- | ----- | ---- |
| 1992/1993     | Geležinis Vilkas Wilno    | A lyga   | ?     | 0    |
| 1993/1994     | Geležinis Vilkas Wilno    | A lyga   | ?     | 2    |
| 1994/1995     | Žalgiris-2 Wilno          | I lyga   | ?     | 2    |
| 1995/1996     | Žalgiris-2 Wilno          | A lyga   | 19    | 2    |
| 1996/1997 (j) | Lokomotyvas Wilno         | A lyga   | ?     | ?    |
| 1996/1997 (w) | Ranga-Politechnika Kowno  | A lyga   | ?     | 2    |
| 1997/1998 (j) | Jagiellonia Białystok     | III liga | 17    | 5    |
| 1997/1998 (w) | Świt Nowy Dwór Mazowiecki | II liga  | 16    | 3    |
| 1998/1999     | Świt Nowy Dwór Mazowiecki | III liga | ?     | 12   |
| 1999/2000     | Świt Nowy Dwór Mazowiecki | II liga  | 36    | 3    |
| 2000/2001     | Świt Nowy Dwór Mazowiecki | II liga  | 31    | 6    |
| 2001 (j)      | Žalgiris Wilno            | A lyga   | 14    | 1    |
| 2002          | Šviesa Wilno              | I lyga   | ?     | ?    |
| 2009          | Gariūnai Wilno            | III lyga | ?     | 4    |
| 2010          | Gariūnai Wilno            | III lyga | ?     | 5    |
| 2010          | Fakyrai Wilno             | SFL      | 2     | 2    |
| 2011          | Gariūnai Wilno            | III lyga | ?     | 12   |
| 2012          | Gariūnai Wilno            | II lyga  | ?     | 3    |
| 2012          | Geležinis Vilkas Wilno    | Ergo B1  | 6     | 3    |
| 2013          | Gariūnai Wilno            | II lyga  | ?     | 3    |
| 2013 (w)      | Geležinis Vilkas Wilno    | SFL      | 1     | 2    |
| 2013 (j)      | Kruša Wilno               | III lyga | 5     | 4    |
| 2014          | Kruša Wilno               | III lyga | 17    | 3    |
| 2014 (j)      | Gariūnai Wilno            | II lyga  | ?     | 3    |
| 2015          | Gariūnai Wilno            | II lyga  | ?     | 9    |
| 2015          | Fakyrai Wilno             | III lyga | 5     | 1    |
| 2016 (w)      | Gariūnai Wilno            | II lyga  | ?     | 2    |
| 2016 (j)      | Kruša Wilno               | III lyga | 10    | 2    |